# Lista de episódios de Black Sails
Black Sails é uma série televisiva de drama estadunidense, criada por Jon E. Steinberg e Robert Levine e distribuída pelo canal Starz. A série estreou em 25 de janeiro de 2014, sendo produzida pela Film Afrika na Cidade do Cabo, África do Sul. A série foi concebida como uma prequela do romance A Ilha do Tesouro, de Robert Louis Stevenson. Após duas temporadas seguidas, uma quarta temporada foi anunciada em 31 de julho de 2015, enquanto a terceira ainda era produzida.
Em 10 de julho de 2016, o canal Starz anunciou que a quarta temporada seria a última da série. Em 26 de março de 2016, na conclusão da terceira temporada, haviam sido exibidos 28 episódios de Black Sails.

## Episódios

### Primeira Temporada (2014)
| # | Título  | Direção       | Roteiro                               | Exibição original       |
| --- | ------- | ------------- | ------------------------------------- | ----------------------- |
| 1 | "I."    | Neil Marshall | Jonathan E. Steinberg e Robert Levine | 25 de janeiro de 2014   |
| John Silver une-se à tripulação de Capitão Flint como novo cozinheiro portando uma página do itinerário de seu antigo capitão. Enquanto isso, Capitão Flint luta contra um potencial motim de sua tripulação e busca apoio e seu imediato, Billy Bones, contra o amotinador Singleton. Na Ilha de Nova Providência, Eleanor Guthrie tenta conduzir os negócios de seu pai em meio às crescentes suspeitas da Marinha Real. |         |               |                                       |                         |
| 2 | "II."   | Sam Miller    | Jonathan E. Steinberg e Robert Levine | 1 de fevereiro de 2014  |
| Após Capitão Flint desmascarar Singleton como ladrão diante da tripulação, Gates convence Billy Bones de que o plano é para o bem do navio. Enquanto isto, Silver e Max escondem-se de Capitão Vane e seus comparsas Jack Rackham e Anne Bonny, que também buscam a página perdida do diário. Vane acredita que com o mapa perdido poderá encontrar o tesouro do lendário Urca de Lima. Eleanor recebe um ultimato de Max, devendo decidir entre o amor e os negócios.                                                               |         |               |                                       |                         |
| 3 | "III."  | Neil Marshall | Jonathan E. Steinberg e Robert Levine | 8 de fevereiro de 2014  |
| Flint pede a Gates que consiga apoio do Capitão Hornigold para obter o navio Royal Lion e partir em busca do Urca de Lima. Enquanto isso, Silver e Bones enfrentam uma questão moral ao tentar descobrir os demais amotinados. Durante um encontro de negócios, Eleanor, impressionada pelo senso de razão e calma de Vane, acaba envolvendo-se com ele. Contudo, pune sua tripulação com um ultimato ao descobrir que Max havia sido estuprada. Gates é promovido de quartel-mestre a capitão de seu próprio navio.                 |         |               |                                       |                         |
| 4 | "IV."   | Sam Miller    | Brad Caleb Kane                       | 15 de fevereiro de 2014 |
| O Walrus sofre um desastroso desfecho quando a tripulação segue em missão carenando o casco sob as ordens do novo quartel-mestre. Enquanto isso, Silver alerta a Flint sobre a aliança de Billy Bones com Morley assim que o caso da Sra. Barlow vêm à tona. Quando o Capitão Bryson chega em Nova Providência, Eleanor exige a presença do canhão a bordo do Andromache para proteção na busca pelo Urca de Lima. Contudo, após Bryson negar-lhe, Eleanor busca o apoio de seu pai e espera que ele traia os acordos com Sr. Scott. |         |               |                                       |                         |
| 5 | "V."    | Marc Munden   | Doris Egan                            | 22 de fevereiro de 2014 |
| Flint e a tripulação do Walrus envolvem-se em uma enrascada ao tentar capturar a carga de Capitão Bryson em mar aberto. Enquanto isso, Richard anuncia o fim de suas operações na ilha ao habitantes locais, tentando forçar Eleanor a desistir dos planos sobre o Urca de Lima. Rackham muda seus objetivos ao apossar-se do bordel após Vane assassinar Noonan. A bordo do Andromache, Bones questiona Flint sobre seu suposto envolvimento com Sra. Barlow.                                                                       |         |               |                                       |                         |
| 6 | "VI."   | T.J. Scott    | Heather Bellson                       | 1 de março de 2014      |
| Capturar o Andromache prova ser uma tarefa difícil para o Capitão Flint, que perde parte de seus homens no embate. Enquanto isto, Bonny decide vingar-se de Hamund pelo estupro de Max. Eleanor recebe a visita de uma antiga aliada em busca de ajuda e decide negociar com Silver. Billy Bones lê uma carta privada de Sra. Barlow em que pede induto a Flint por suas ações a bordo do Maria Aleyne. Vane chega ao misterioso destino de sua viagem solitária.                                                                    |         |               |                                       |                         |
| 7 | "VII."  | Marc Munden   | Michael Angeli                        | 8 de março de 2014      |
| Flint esclarece a Gates sobre a carta de Sra. Barlow após o desaparecimento de Billy Bones. Silver entra em mais uma enrascada ao ser acusado de ladrão por Randell. Eleanor sofre uma forte perda quando Sr. Scott a deixa de lado para juntar-se à tripulação de Capitão Hornigold. Max ajuda Rackham a pôr o local em ordem novamente, denunciando furtos das demais prostitutas. Buscando uma nova tripulação, Vane faz acordo com um antigo inimigo, mas que acaba em uma batalha fatal.                                        |         |               |                                       |                         |
| 8 | "VIII." | T.J. Scott    | Jonathan E. Steinberg e Robert Levine | 15 de março de 2014     |
| A caçada ao Urca de Lima tem início quando Silver revela a rota à Flint, levando-os à localização do navio. Não satisfeito com seus ganhos no bordel, Sra. Mapleton ameaça espalhar os boatos da morte de Noonan, pressionando Rackham. Enquanto isso, Vane retorna a Nova Providência com sua nova tripulação. A sorte de Eleanor muda drasticamente quando um grupo de piratas toma o forte de Hornigold e dispara contra alguns navios na baía.                                                                                   |         |               |                                       |                         |

### Segunda Temporada (2015)
| # | Título  | Direção         | Roteiro                               | Exibição original       |
| --- | ------- | --------------- | ------------------------------------- | ----------------------- |
| 9 | "IX."   | Steve Boyum     | Jonathan E. Steinberg e Robert Levine | 24 de janeiro de 2015   |
| A tripulação do Walrus está encalhada na praia e tem um batalhão espanhol os separando do outro do Urca de Lima. Ao confrontar sua tripulação pelos crimes que cometeu a bordo, Flint sugere um plano de invasão ao navio espanhol. Pensando que se tratava de um plano de fuga, Silver se voluntaria a acompanhar o capitão. Equanto isso, Eleanor se esforça por manter o controle em Nassau já que surge uma nova ameaça: o pirata assassino Ned Low e sua sanguinária tripulação. Charles Vane lidera o forte de Nova Providência, enquanto Jack tenta lidar com as dificuldades cotidianas do bordel.                                                                                             |         |                 |                                       |                         |
| 10 | "X."    | Clark Johnson   | Michael Chernuchin                    | 31 de janeiro de 2015   |
| Um tripulante do Walrus sobrevive inesperadamente numa praia deserta. Flint, ainda preso nos porões, põe seu plano em ação para reassumir o comando do navio. Enquanto isto, Silver tenta conquistar a confiança da tripulação espalhando boatos que ouviu do cozinheiro Randall. Meeks pede que Eleanor livre-se de Ned Low, já que seu comportamento doentio vêm causando danos à própria tripulação. Jack aceita participar do complô depois de descobrir a relação entre Max e Anne. |         |                 |                                       |                         |
| 11 | "XI."   | Stefan Schwartz | Brad Caleb Kane                       | 7 de fevereiro de 2015  |
| Flint retorna a Nassau para recuperar o ouro e descobre que Hornigold foi expulso do comando do forte local. Flint ancora seu navio na baía de Nassau com canhões na direção do forte, agora liderado por Vane. Não mais um "destruidor de tripulações", Rackham tem sua reputação restaurada entre os piratas, mas suspeita de que Anne esteja levando vantagem de seu relacionamento conturbado com Max. Vane é confrontado por Ned Low, que o ameaça através de sua relação íntima com Eleanor. Em vingança, Vane planeja invadir o navio de Low e aniquilar sua tripulação, mas descobre que estão carregando uma "carga valiosa" nos porões.                                                      |         |                 |                                       |                         |
| 12 | "XII."  | Clark Johnson   | Julie Siege                           | 14 de fevereiro de 2015 |
| Planejando afastar Vane do forte, Flint envia uma mensagem de alerta. Porém, Eleanor tenta evitar um conflito entre os dois piratas e impedir que Flint destrua o forte de Nassau. Enquanto isto, Vane descobre que a "carga especial" de Low é, na realidade, Abigail Ashe, filha do Governador da Carolina Samuel Ashe. Com ajuda de uma de suas meninas, Max faz com que Rackham recupere um navio e tripulação, tornando-se capitão novamente. Silver, para garantir sua parte no tesouro, passa a espalhar boatos entre a população local, mas acaba reencontrando um antigo colega de tripulação.                                                                                                |         |                 |                                       |                         |
| 13 | "XIII." | Alik Sakharov   | Aaron e Todd Helbing                  | 21 de fevereiro de 2015 |
| Flint dispara contra o forte de Nassau. Após destruir uma parte da muralha, Flint e Hornigold posicionam seus homens na praia e se preparam para invadir o forte. Em suas memórias, Flint relembra que não somente aceitou retomar Nassau e perdoar os piratas rebeldes, mas também iniciou um romance com Hamilton. Flint é expulso da Marinha Real e recebe um ultimato para deixar Londres o quanto antes. De volta ao presente, Hamilton, agora Sra. Barlow, chega à cidade na tentativa de impedir o banho de sangue prestes a ocorrer. Ao encontrar-se com Flint, Barlow conta sobre Abigail Ashe, filha de um grande aliado seu, e quem deveriam devolver em segurança para o bem das Colônias. |         |                 |                                       |                         |
| 14 | "XIV."  | Michael Nankin  | Heather Bellson                       | 28 de fevereiro de 2015 |